# Łęczyce
Łęczyce, kašubsky Łãczëce, německy Lanz, jsou obec a středisko vesnické gminy Łęczyce na řece Łeba v okrese Wejherowo v Pomořském vojvodství v severním Polsku.

## Další informace
V letech 1957 až 1998 patřila vesnice do dnes již neexistujícího Gdaňského vojvodství. V obci se nachází kostel svatého Antonína Paduánského s farou, škola a také se zde křižují cyklotrasy. Severo-severozápadně od obce se nachází malá přírodní rezervace Łęczycki Moczar.

## Galerie

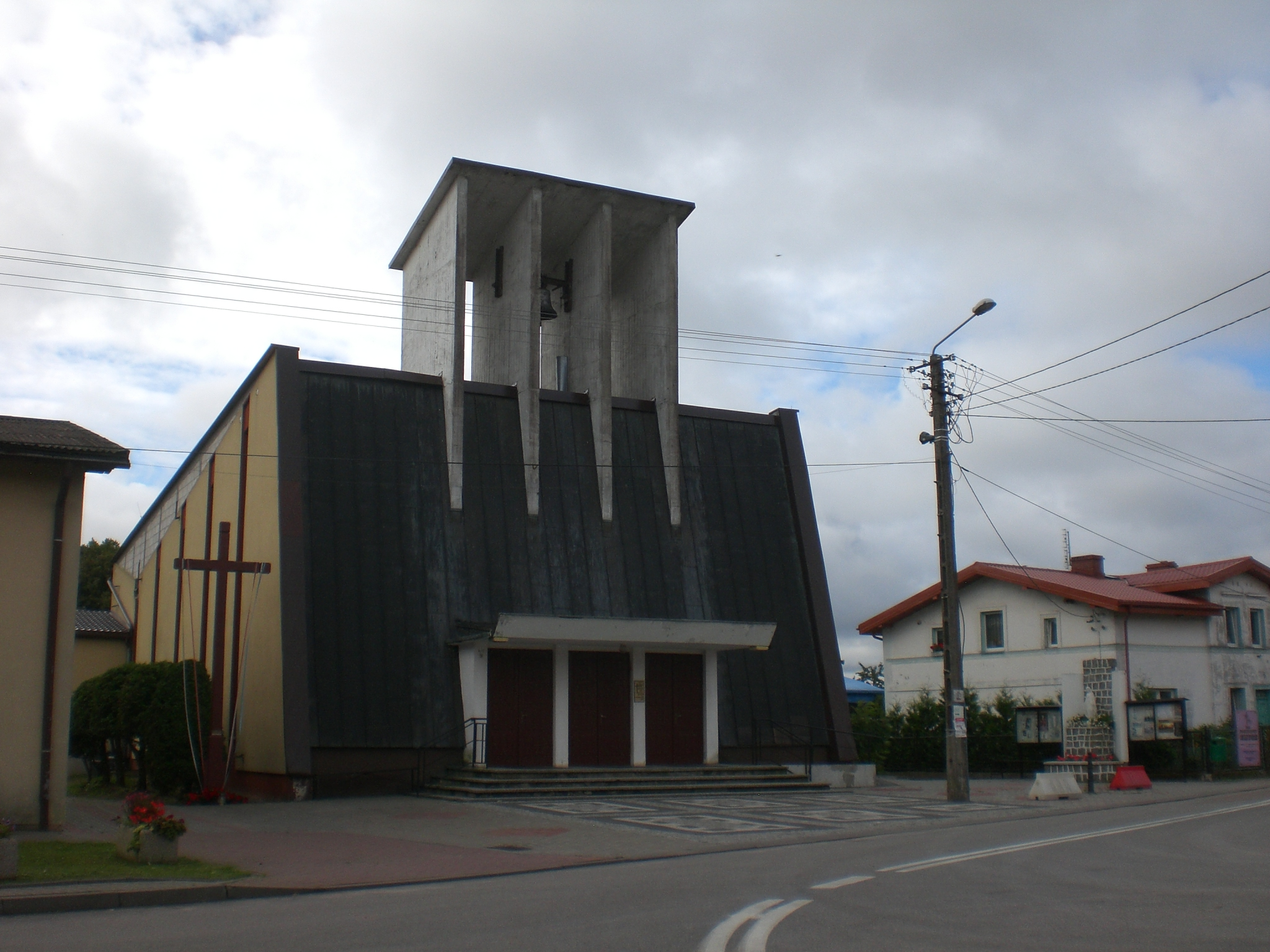